# Dolomitenfreunde
Dolomitenfreunde (v českém překladu Přátelé Dolomit) je zkrácená oficiální verze názvu rakouského spolku, pojmenovaného v plném znění „Dolomitenfreunde - Friedenswege / Le vie della pace“ ("Přátelé Dolomit - Cesty míru"). Náplní činnosti spolku je péče o památky bojů z období první světové války na rakousko – italském pomezí, organizování dobrovolnických pracovních aktivit při údržbě těchto památek, muzejní a propagační a publikační činnost. Mottem spolku je "Wege, die einst Fronten trennten, sollen uns heute verbinden!« ("Cesty, které kdysi oddělovaly vojáky v předních liniích fronty, nás dnes spojují").

## Historie
Spolek Dolomitenfreunde založil v roce 1973 prof. Walther Schaumann (*1923 – † 2004), plukovník rakouské armády ve výslužbě. Spolu se svou ženou Gabrielou († 2018) a dalšími dobrovolníky v následujících desetiletích organizovali činnost spolku, včetně provozu Muzea 1915–18 v korutanské obci Kötschach-Mauthen a vydávání publikací o historii tzv. horské války, která probíhala v letech 1915 až 1918 na pomezí dnešního Rakouska, Slovinska a Itálie. 

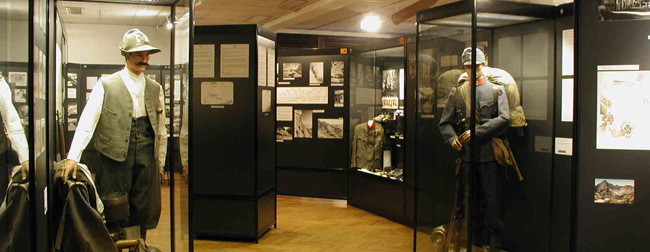
Vstupní prostory muzea v Kötschach-Mauthenu

Prvním projektem, realizovaným v roce 1973, byla oprava cesty k Monte Vallon Bianco v horské skupině Fanes, poté následovala rekonstrukce cest a zřizování bivaků v oblasti vrcholů Col di Lana, Hexenstein (italsky Sass de Stria), Lagazuoi a Tofana.
V roce 1983 spolek započal svoje aktivity v oblasti průsmyku Plöckenpass, v jehož okolí a zejména pak na vrcholu Kleiner Pal/Pal Picolo (1867 m n. m.) se nachází množství pozůstatků vojenských objektů z let 1915 až 1918. S pomocí svých členů a četných dobrovolníků se v následujících desetiletích zde pustili do budování rozsáhlého "Open-air musea" neboli muzea v přírodě a v těchto aktivitách pokračují i v 21. století.

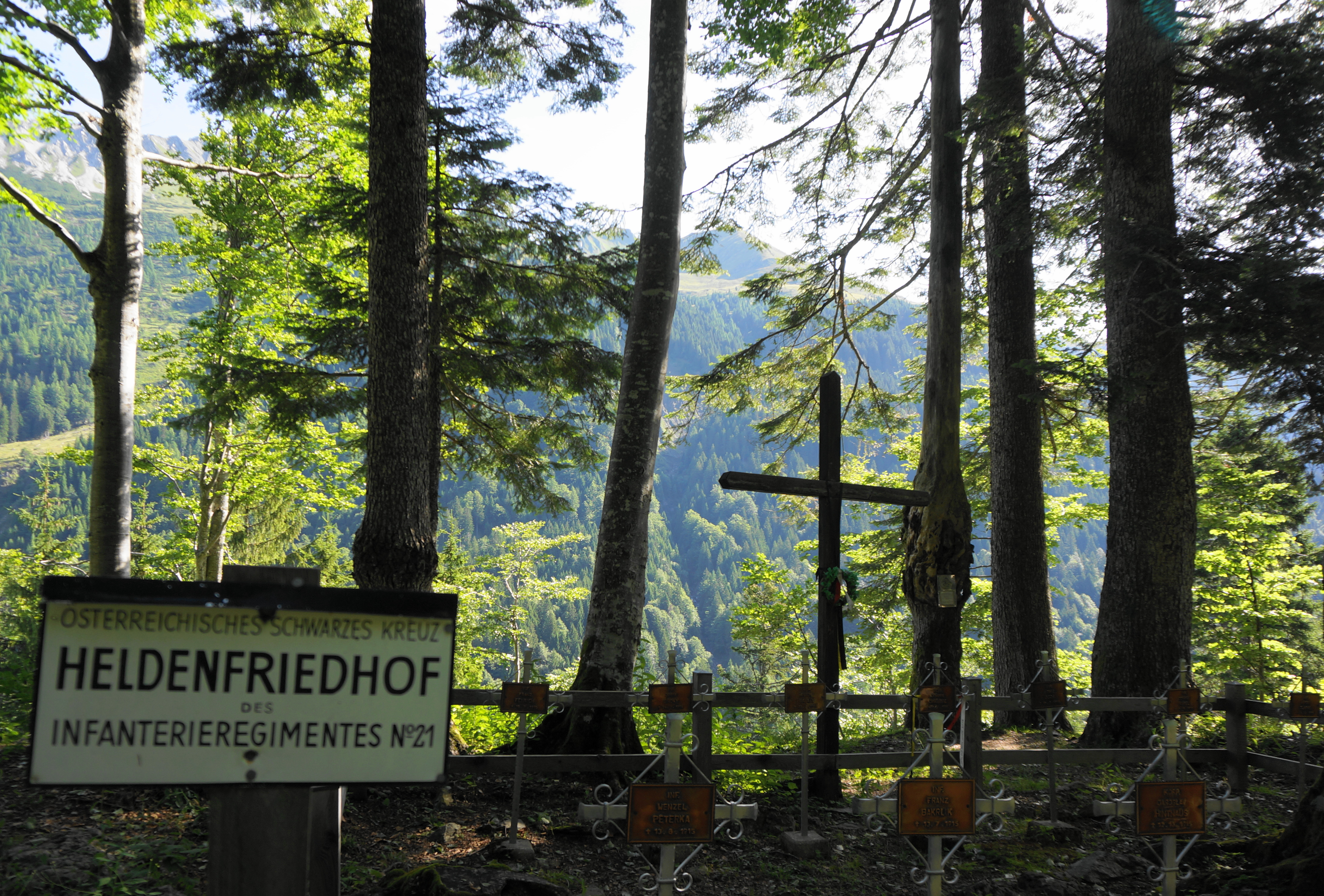
Hřbitov příslušníků čáslavského 21. pěšího pluku, kteří padli v oblasti průsmyku Plöckenpass

Mezi kmenovými dobrovolníky, kteří každoročně věnují budování muzea několik týdnů ze svého osobní volna, jsou zejména lidé ze zemí s bezprostřední vazbou na historii bojů 1. světové války – občané Rakouska, Německa, Maďarska, Itálie nebo České republiky. Kromě nich sem ale také přicházejí pracovat i mladí lidé z nejrůznějších zemí světa, čímž fakticky naplňují ústřední myšlenku zakladatelů spolku Dolomitenfreunde – totiž aby se místa, kde se kdysi odehrávaly hrůzy války, stala místy k vzájemnému setkávání a porozumění. Na tomto úseku někdejší rakousko – italské fronty se tak již potkali například dobrovolníci z Albánie, Ruska, Ukrajiny, Thajska, Polska, Švýcarska, Španělska, Irska a dalších zemí.  
V červenci roku 1992 bylo v budově radnice v Kötschach-Mauthenu otevřeno Muzeum 1915–1918 „Vom Ortler bis zur Adria“, dokumentující průběh bojů první světové války mezi oblastí horského masívu Ortleru a řeky Soči (italsky Isonzo) a osudy vojáků z někdejšího Rakousko-Uherska, Německa a Itálie, kteří se jich zúčastnili. Provozovatelem muzea je rovněž spolek Dolomitenfreunde.